# Marilena Bocu

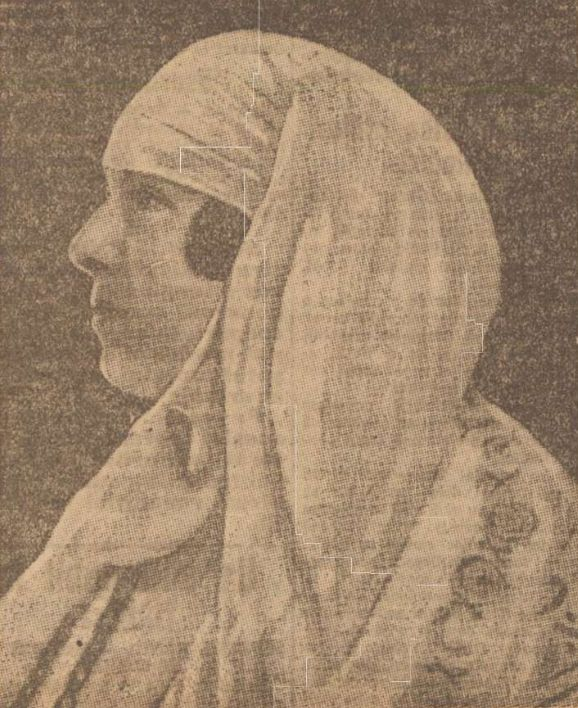
Marilena Bocu

Marilena Bocu war eine rumänische Politikerin. Im Jahr 1930 wurde sie Bürgermeisterin von der Stadt Lipova im Kreis Arad.

## Leben
Bocu gehörte zu den ersten drei Frauen des Landes, die in ein politisches Amt gewählt wurden. In der Hauptstadt Bukarest zogen in dieser Zeit erstmals sieben Frauen in den Stadtrat ein.
Im Königreich Rumänien erhielten Frauen im August 1929 das aktive und passive Wahlrecht bei Kommunal- und Landtagswahlen. Bei den Wahlen im folgenden Jahr gewann Bocu diese in Lipova. Der Kurort im Kreis Arad war damals die größte Stadt Rumäniens, die von einer Frau regiert wurde.
In Lipova konnte Bocu während ihrer Amtszeit die kommunale Verwaltung reformieren. Zudem wurde der Mureş eingedämmt, ein Schlachthof errichtet, elektrische Beleuchtung eingeführt und Straßen gepflastert.

## Hintergrund
Das Frauenwahlrecht wurde 1929 noch vom Bildungsgrad, der sozialen Stellung und „besonderer Verdienste gegenüber der Gesellschaft“ abhängig gemacht. Erst 1938 stellte die Verfassung des Königreichs Männer und Frauen in wahlrechtlicher Hinsicht gleich. Das Wahlgesetz von 1939 enthielt noch einen Bildungszensus. Das hieß, dass Frauen und Männer, die lesen und schreiben konnten, ab einem Alter von 30 Jahren zu den Wahlen zugelassen waren.
Im Jahr 1946 wurde der Bildungszensus aufgehoben und das allgemeine Wahlrecht für beide Geschlechter festgelegt. Im November des Jahres zogen die ersten Frauen in das nationale Parlament ein. Im Dezember 1947 wurde Rumänien eine Volksrepublik.